# 德斯蒙德·G·希金斯
德斯蒙德·G·希金斯（1959年7月17日—）是一位爱尔兰生物信息学家，都柏林大学学院教授，知名于开发了多重序列比對程序Clustal与T-Coffee软件。